# Contas Abertas
Contas Abertas é uma instituição não governamental do Brasil. Em 2007, seu site ganhou o Prêmio ExxonMobil de Jornalismo (Esso) de Melhor Contribuição à Imprensa. É formado por pessoas físicas e jurídicas com interesse em controle do orçamento público e social.